# Nieuwerkerk aan den IJssel

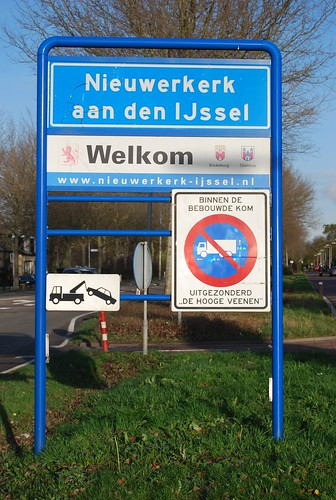
Plaatsnaambord Nieuwerkerk

Nieuwerkerk aan den IJssel (uitspraakⓘ) is een plaats in de gemeente Zuidplas op de westelijke oever van de Hollandsche IJssel, ongeveer tien kilometer ten noordoosten van Rotterdam. Tot 1 januari 2010 was het een zelfstandige gemeente in de provincie Zuid-Holland en telde toen 22.258 inwoners. In 2023 is dat gegroeid naar 26.648 inwoners.
In dit gebied ligt het laagste punt van Nederland, 6,76 meter onder NAP nabij de eendenkooi aan de Derde Tochtweg.
Nieuwerkerk aan den IJssel ligt grotendeels in de Zuidplaspolder en de Prins Alexanderpolder, en wordt door enkele gemalen drooggehouden.
Er zijn onder meer de volgende wijken: Dorrestein, het Oude Dorp, Oranjebuurt, Zuidplaspolder (met Kruiden, Dalen, Mossen en Velden), Esse (Hoog en Laag), Parkzoom en Esse Zoom (Hoog en Laag). Nieuwerkerk heeft ook een kleine haven nabij Moordrecht aan de Hollandse IJssel. Er wordt bij de wijken Esse Hoog en Esse Zoom Laag een nieuwe wijk gebouwd. Bij kern Nieuwerkerk aan den IJssel hoort ook de buurt Kortenoord dat aan de Hollandsche IJssel ligt, net als de buurtschappen Klein Hitland en Ver-Hitland in Hitland met het Park Hitland dat door een recreatieschap wordt beheerd en voor twee derde gefinancierd wordt door buurgemeente Capelle aan den IJssel. Nieuwerkerk aan den IJssel is praktisch aan Capelle aan den IJssel vastgegroeid op een 'groenstrook' met weilanden na. De bebouwde kom van Rotterdamse Vinex-wijk Nesselande wordt van Nieuwerkerk gescheiden door de A20.
Op 1 januari 2010 is de gemeente Nieuwerkerk aan den IJssel samengegaan met Moordrecht en Zevenhuizen-Moerkapelle in de nieuwe gemeente Zuidplas.

## Geschiedenis

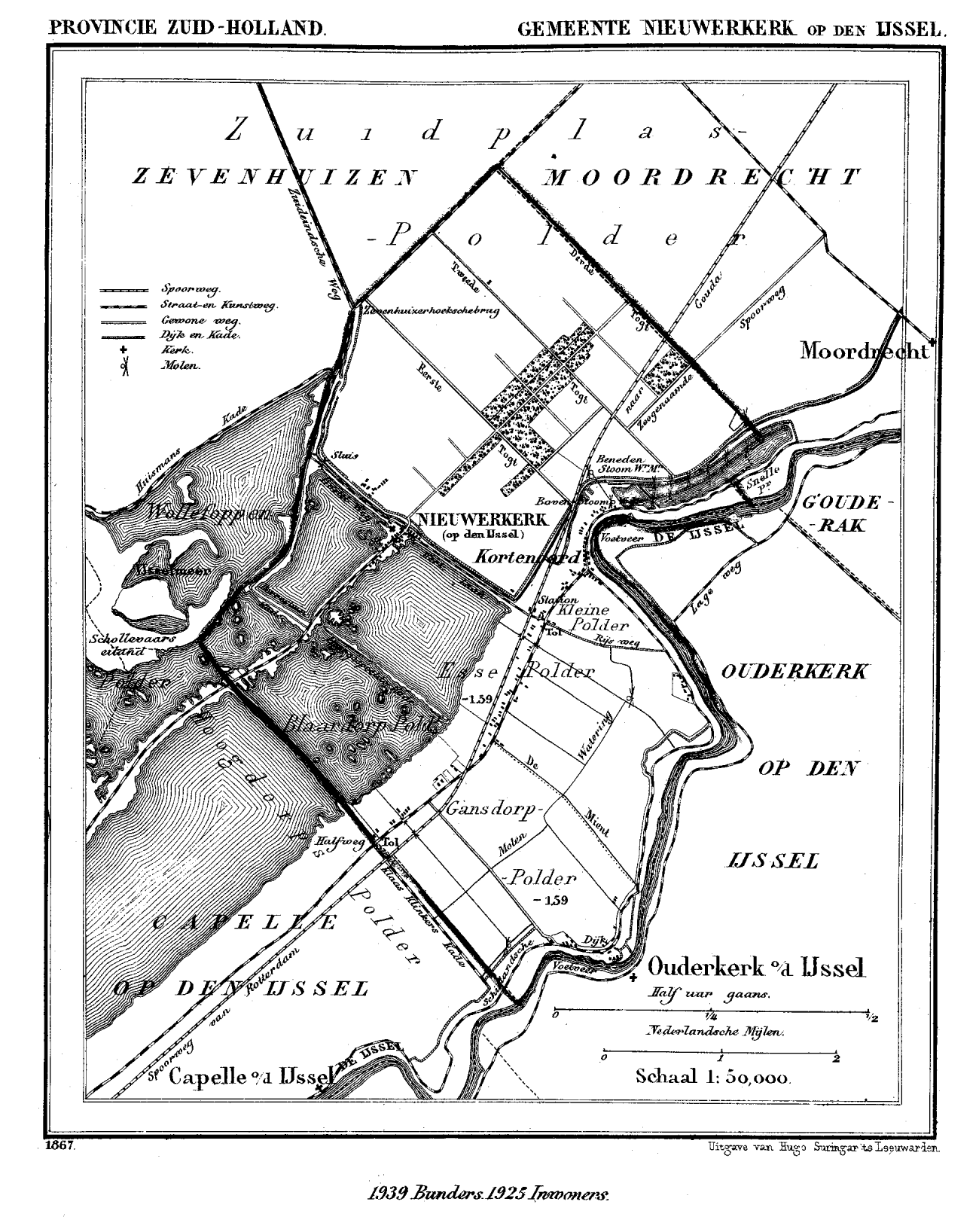
Kaart rond 1868

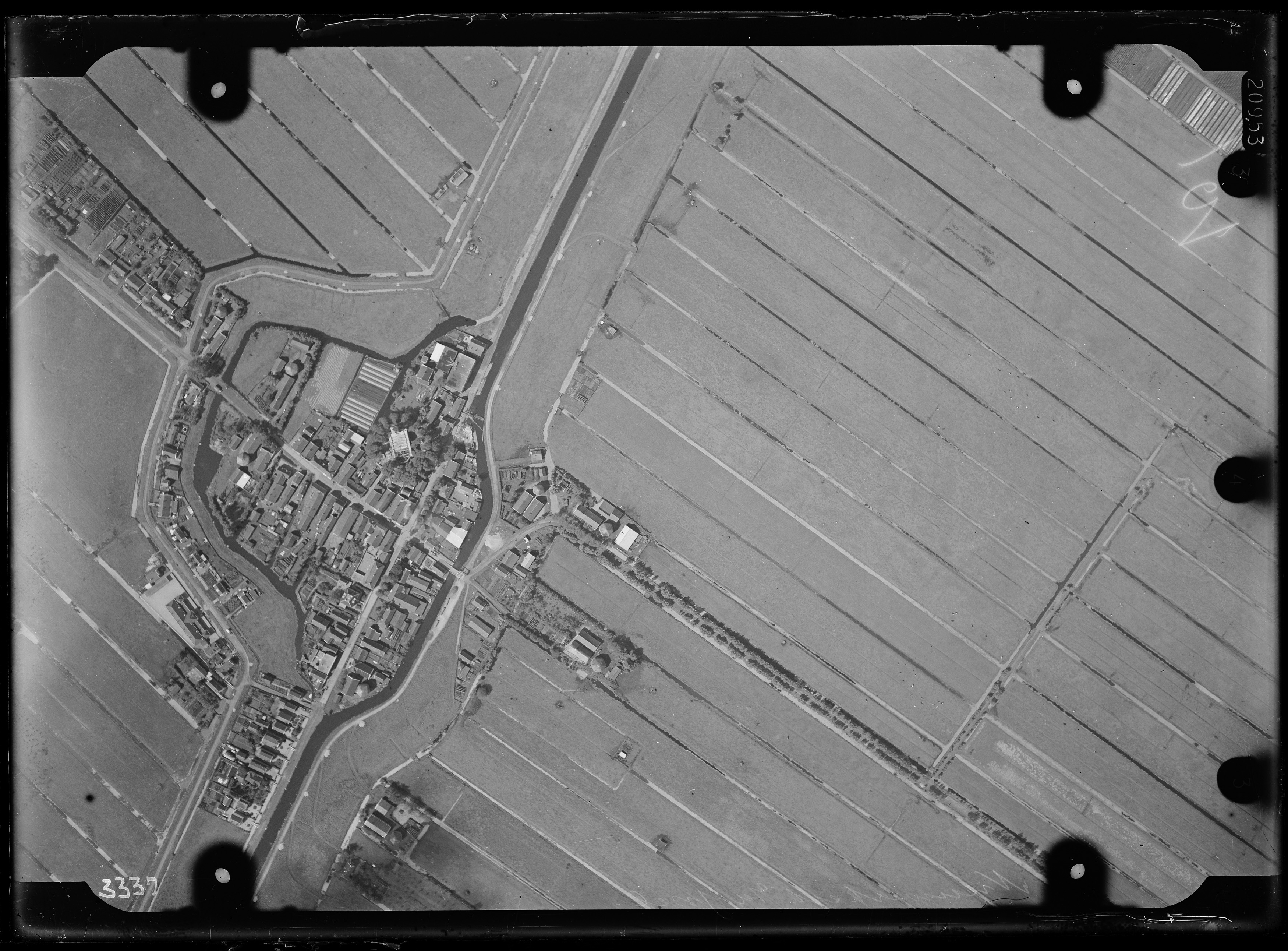
Nieuwerkerk aan den IJssel in de periode 1920-1940

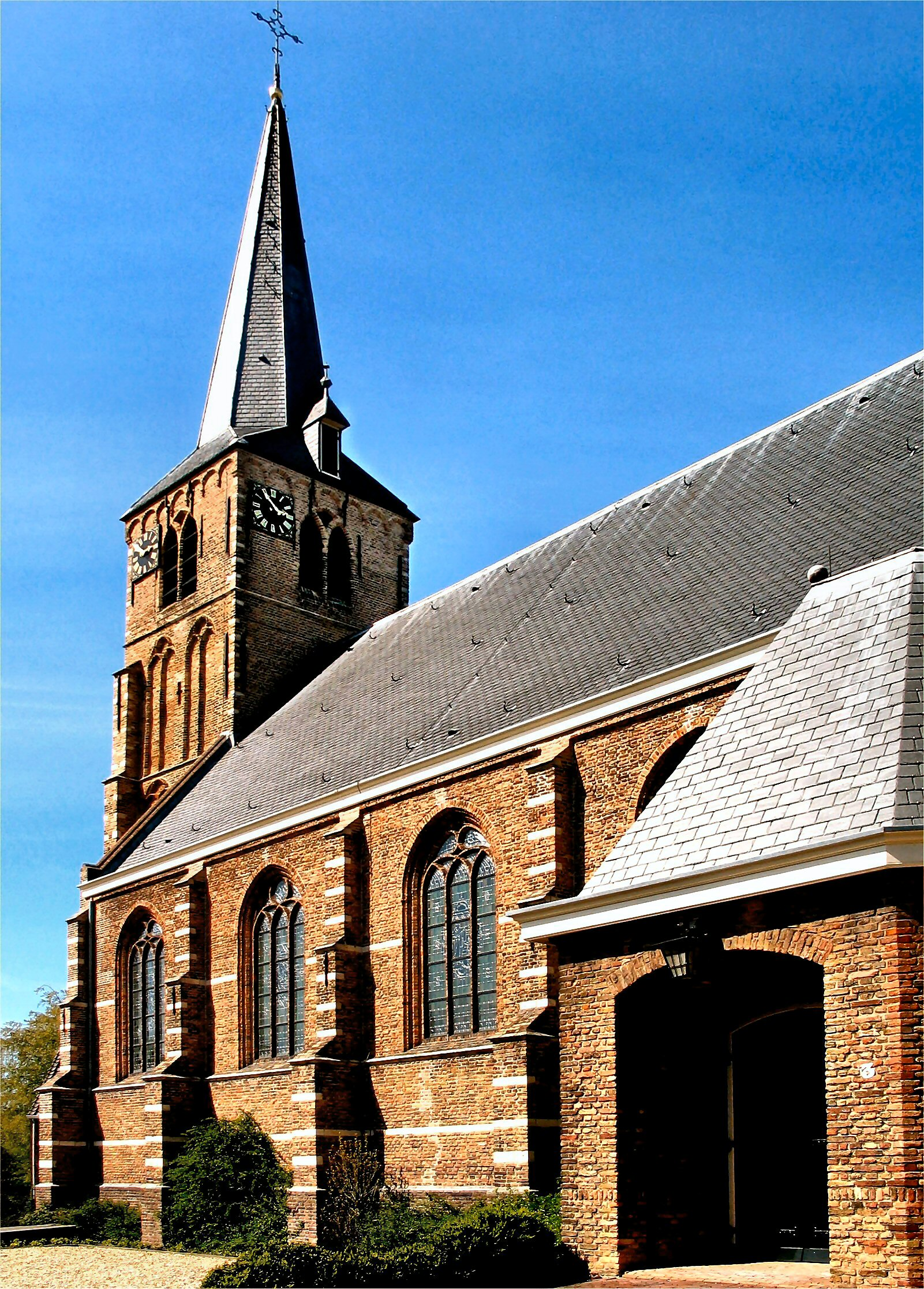
De Nederlands Hervormde Kerk ('oude kerk') in Nieuwerkerk, 2010

Nieuwerkerk aan den IJssel ontstond rond het jaar 1250. De eerste vermelding over Nuwekerke, zoals het destijds heette, komt uit het jaar 1282 wanneer Traveys van Moordrecht leenman wordt van graaf Floris V van het gebied tussen Kralingen en Gouda. Het oudst bekende document waarin Nieuwerkerk staat vermeld, is van 22 januari 1317 en ligt in het Rijksarchief. Hierin staat dat Graaf Willem III de ambachten Capelle en Nieuwerkerk verkoopt aan de heer Jan van der Werve voor 325 pond Hollands.
De verbindingsweg tussen Kralingen en de buurtschap Kortenoord aan de IJssel heet de 's-Gravenweg (naar deze weg is vermoedelijk het gezegde "Zo oud als de weg naar Kralingen" ontstaan). Hierlangs kwamen de eerste boerderijen en woningen in lintbebouwing. Voor een betrouwbare passagiersverbinding tussen Gouda en Rotterdam kwam er een wagenveer als onderdeel van het trekvaartennetwerk. Rotterdam betaalde de verharding van de ’s-Gravenweg met klinkers (in Rotterdam ook wel de Goudse straatweg genoemd), Gouda die van het traject over IJsseldijk (daar de Rotterdamse straatweg). Dit werd de langste straatweg van Nederland. Bij herberg de Roode Leeuw op de grens met Capelle aan den IJssel werd tol geheven, dat nodig was voor het onderhoud.
Een echte dorpskern, het tegenwoordige Oude Dorp, ontstond rond de in de 16e eeuw gebouwde Oude Kerk. De naam van de gemeente ontstond omdat deze kerk nieuwer was dan die in Ouderkerk aan den IJssel, waaronder de Nieuwerkerkse parochie viel. Door het eeuwenlang delven van veen voor turf was Nieuwerkerk in de 19e eeuw een schiereiland geworden, gelegen tussen meren zoals de Zuidplas. De brandstof werd via de Goudse markt verhandeld en onder meer gebruikt door de vele bierbrouwerijen daar en de vele steenfabrieken langs de rivierloop. De helft van het turf werd naar Antwerpen verscheept.

### IJsselsteenfabrieken
Langs getijrivier de Hollandsche IJssel was een dominante baksteenindustrie. In veldsteenovens werden gele ijsselstenen gebakken van het slib dat uit de rivier werd gebaggerd. De ovens werden aanvankelijk met turf gestookt uit de achterliggende veengronden, later met turf uit de noordelijke provincies. Van Haastrecht tot en met IJsselmonde waren een kleine 40 steenplaatsen met in totaal zo’n 100 veldsteenovens. In Nieuwerkerk waren vier steenfabrieken: op Kortenoord (1487-1891) en op Klein Hitland (1627-1964) binnendijks. Op Ver-Hitland buitendijks (±1608-1906) en binnendijks (±1782-±1918). De buurtschappen Klein Hitland en Ver-Hitland danken hun ontstaan aan deze steenfabrieken. De dominante eigenaren, die vanwege hun bezittingen ook wel steenbaronnen werden genoemd, waren zowel actief in het polder- als gemeentebestuur. De ijsselsteenfabriek op Klein Hitland sloot als laatste van de veertig aan de benedenloop in 1964. Dit ovencomplex is nu Rijksmonument Steenovens Klein Hitland.

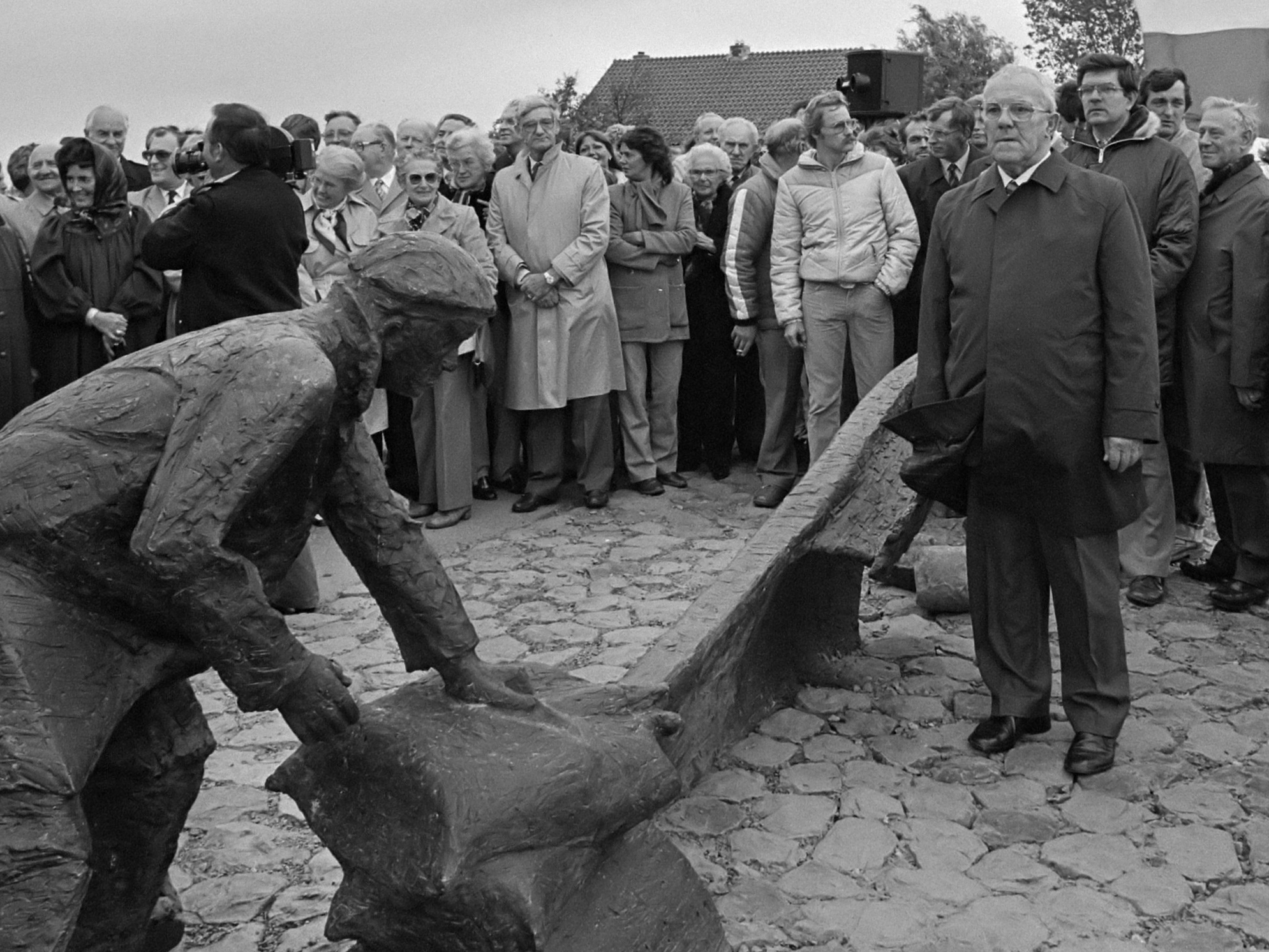
Arie Evergroen onthult het monument "Een dubbeltje op zijn kant" (1983)

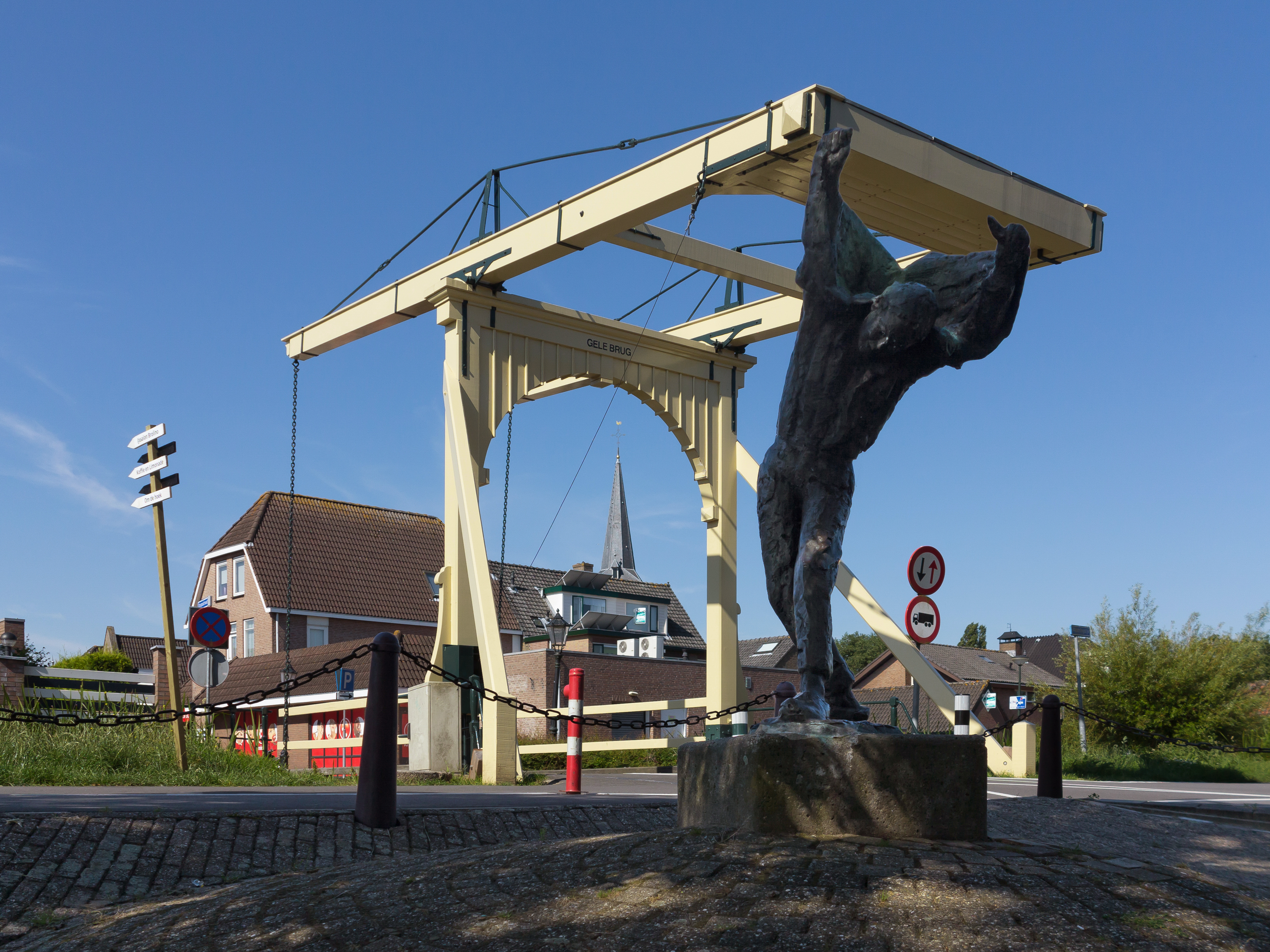
Sculptuur met de Gele Brug

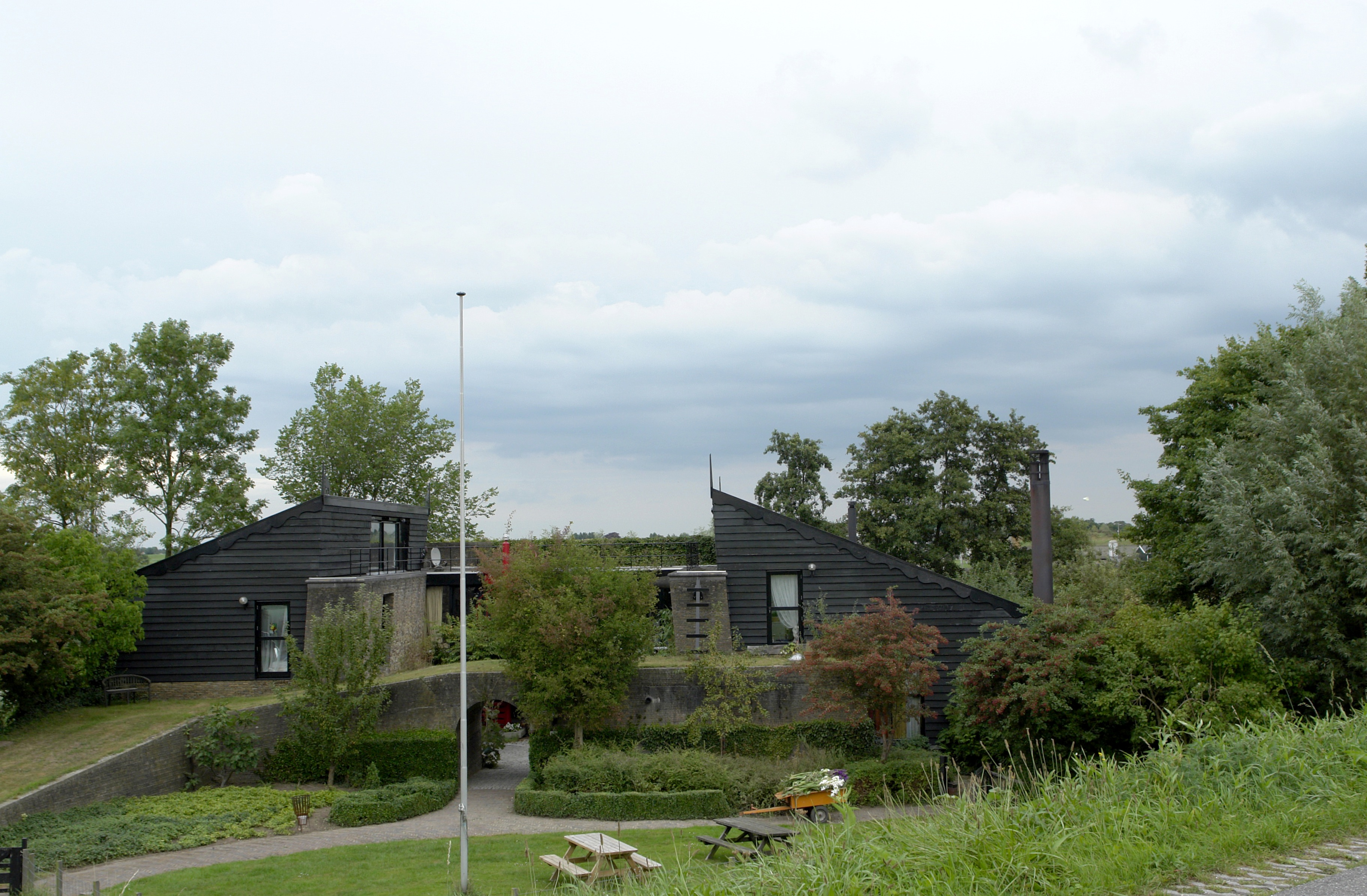
Voormalige steenoven De Olifant, nu villa onder monumentenzorg.

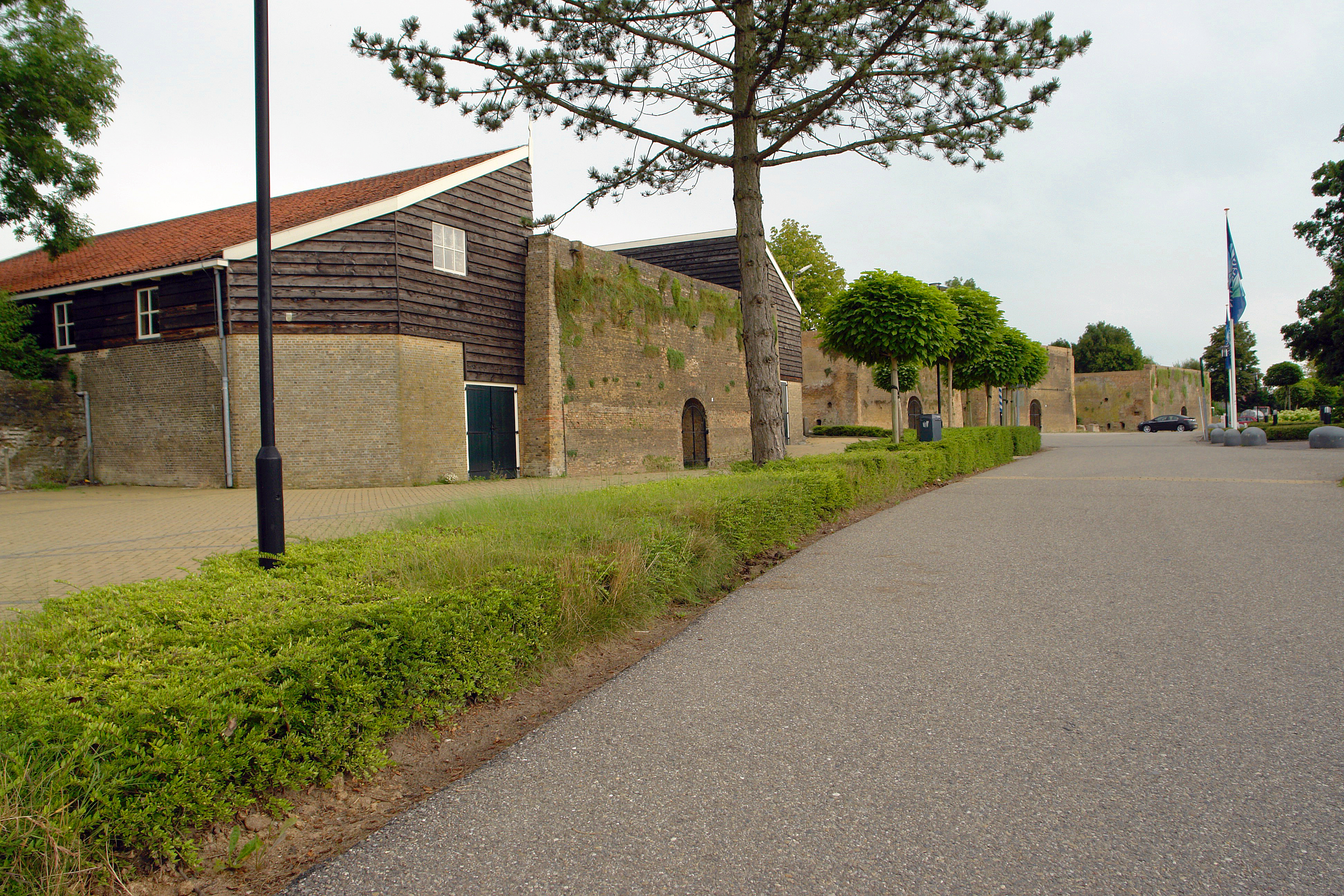
Overzicht ijsselsteenovens Klein Hitland 2013

### Glasfabriek
Toen het slechter ging met de ijsselsteenindustrie, kreeg Fop Az Mijnlieff, een van de steenfabrikanten op Kortenoord, door inbreng van grond en opstallen, een groot aandeel in glasblazerij De Struischvogel (1862-1921), de andere firmanten waren de gebroeders Sauerbier. Hier werden mondgeblazen flessen geproduceerd. De grootste glasafnemers waren jeneverstokerijen in Schiedam. De fabriek sloot na WO I, omdat hij te klein was om te concurreren met fabrikanten die het glasblaasproces automatiseerden en de stokerijen hun eigen glas gingen produceren.

### Drooglegging polders Zuidplas en Prins Alexanderpolder
De Zuidplas was in 1839 drooggelegd en werd de huidige Zuidplaspolder. Rond de boezem tussen Kortenoord en Moordrecht stonden 21 windmolens om het werk te klaren. Later zijn ze vervangen door stoomgemalen. Het voormalige stoomgemaal aan de boezem op Kortenoord, niet ver van korenmolen Windlust, is nu een monument. De drooglegging van Prins Alexanderpolder volgde rond 1866. Deze polder werd direct op stoomkracht drooggemalen en was in 1874 klaar. Het Oude Dorp, gelegen op het oorspronkelijke polderniveau, kwam daardoor hoger te liggen dan de lager gelegen landbouwgrond in de polders, waardoor het nu lijkt alsof het op een terp ligt. In het Oude Dorp kreeg om die reden de basisschool de naam De Terp.
Een replica van de eerste pachtboerderij die in 1881 in de polder Prins Alexander langs de Onderweg werd gebouwd kreeg de naam De Batavier. Eigenaar was steenfabrikant Leendert Az Mijnlieff, van Klein Hitland, zijn zoontje Adriaan Marie legde de eerste steen. Deze boerderij staat in de wijk Dorrestein bij het NS-station aan de Batavierlaan (die naar de voormalige pachtboerderij vernoemd). Het herbergt nu de bibliotheek en het atelier van kunstcollectief Open Atelier.

### Spoorlijn
Door de komst van de spoorlijn tussen Rotterdam en Gouda in 1855 met een halte in Nieuwerkerk werd het dorp beter bereikbaar voor werklieden uit de omliggende steden en groeide de economie. De spoorlijn, die liep over het traject van de huidige TW67, verbond Utrecht met het Rotterdamse kopstation Maasboulevard. In 1903 kwam er een tweede halte in Nieuwerkerk aan de ’s-Gravenweg ter hoogte van de Ouderkerkselaan, speciaal voor de bewoners van de gemeente Ouderkerk aan den IJssel. Die kwamen daar via de Ouderkerkselaan en het veer over de Hollandsche IJssel bij Ver-Hitland. De halte Ouderkerk werd in 1925 verplaatst naar de Scheve Overweg. Dit is de plek waar de ’s-Gravenweg het spoor kruiste. Nu is er een rotonde met een kunstwerk geïnspireerd op de voormalige overweg.
Meer mensen vestigden zich door de betere bereikbaarheid langs de 's-Gravenweg, waar winkels rond het station kwamen. Toen busdiensten de trein overbodig maakten in 1935 werden het statige stationgebouw van 1915 aan Kerklaan 13 en de halte aan de Scheve Overweg gesloten. In 1937 werd het station verder ontmanteld en de voetbrug, de abri en het perrondeel afgebroken en het inhaalspoor opgebroken. Het achterliggende rangeerterrein zou nog tot juni 1970 in gebruik blijven. Het oude spoortracé door Capelle en Nieuwerkerk aan den IJssel werd provinciale weg.
Tijdens de Tweede Wereldoorlog werd begonnen aan het huidige spoortraject over de spoordijk die nu de bebouwing van Nieuwerkerk in tweeën verdeelt. Dit verbindt Utrecht CS direct met Rotterdam CS. In 1953 werd dit in gebruik genomen. Door de groei van het aantal forensen in de gemeente ontstond weer voldoende potentie om in 1971 een eigen provisorische halte te krijgen bij het viaduct over de Kerklaan en de Ringvaart. Hiervoor in de plaats kwam in 1983 het huidige station.
Het oude station aan de Kerklaan 13 werd na sluiting gebruikt door kleuterschool Irene, later als kantoor voor gemeentewerken. Tegenwoordig is het oude station als restaurant in gebruik.

### Watersnood 1953
Tijdens de watersnood van 1 februari 1953 ontstond in de Groenendijk, op de ingeklonken plek waar een paar jaar eerder een afwateringssluis was verwijderd, een gat van veertien meter lang. Om dit gat te dichten confisqueerde burgemeester Jaap Vogelaar het achttien meter lange schip Twee Gebroeders van binnenschipper Arie Evergroen uit Ouderkerk.
Het schip werd met hulp van twee vrijwillige schippers haaks op de dijk met de boeg aan de oever vastgezet, waardoor de achtersteven met de stroming mee in het gat kon draaien. Het schip klapte als een sluisdeur tegen het dijktalud en zoog zich door de enorme stroming vast in het gat. De Twee Gebroeders werd vervolgens volgestort met zand.

### Naoorlogse groei
De arbeiderswoningen uit de buurtschapjes langs de dijk en de 's-Gravenweg voldeden niet aan de woningwet en moesten worden gesaneerd. Repatrianten uit voormalig Nederlands-Indië moesten worden gehuisvest. Bedrijven die na de Tweede Wereldoorlog sterk groeiden, trokken arbeidskrachten aan van buiten de Randstad. Tussen de ringvaart en de nieuwe spoorbaan werd in de jaren 1950 voor deze doelgroepen door de gemeente een nieuwe woningwijk met sociale huurwoningen gebouwd: de Oranjebuurt met straten die waren vernoemd naar leden van de koninklijke familie. Er kwamen moderne duplexwoningen, rijtjeshuizen en bejaardenwoningen. Bij het Oude Dorp verschenen rijen huurwoningen van woningbouwvereniging Ons Huis. De Johan Tomstraat werd vernoemd naar de toenmalige voorzitter van die vereniging.
Verbindingen werden beter en het bezit van een auto steeds algemener. Veel mensen uit Rotterdamse en Haagse stadwijken zochten vanwege de woningnood daarbuiten woonruimte. In reactie daarop werd in de jaren 1960 en 1970 de wijk Dorrestein gebouwd in de Prins Alexanderpolder, tussen de Oranjebuurt en het Oude Dorp. In Dorrestein kwam ook een bejaardencentrum met aanleunwoningen, een nieuw Groene Kruisgebouw, nieuwe kerken, kleuter- en basisscholen, twee middelbare scholen, winkelcentrum Dorrestein waar mensen droog konden winkelen, een muziekschool, een buurtcentrum, een overdekt zwembad en sportpark. Er kwam ook een treinhalte.
De groei van het dorp zette door. Begin jaren 1980 met de van wijk Zuidplas in de Zuidplaspolder. Hier kwam een nieuw centrum halverwege het Oude Dorp en de 's-Gravenweg, naast het nieuwe NS-station. Hierheen verhuisde het raadhuis, kwam er een sporthal De Ringvaarthal en een overdekt winkelcentrum Reigerhof met onder meer twee supermarkten, restaurants, postkantoor, banken en een bibliotheek. In de wijk basisscholen en een sportzaal.
Samen met de gemeente Capelle aan den IJssel werd recreatieschap Hitland (Nieuwerkerk aan den IJssel) opgericht om het weidelandschap Groot Hitland te veranderen in een natuurgebied met recreatiemogelijkheden voor de bewoners uit beide gemeenten met een golfterrein, een evenemententerrein/schaatbaan en natuurgebieden met fiets- en wandelpaden.
Ronde de millenniumwisseling kwamen tussen de ’s-Gravenweg en het spoortalud de wijken Kleinpolder, Parkzoom en Esse (Hoog en Laag), tien jaar later gevolgd door Esse Zoom (ook verdeeld in Hoog en Laag).
De winkelcentra in Dorrestein en Zuidplas zijn vervangen door nieuwe centra. Het raadhuis verhuisde naar een nieuw pand. De Reigerhof werd verbouwd en de bibliotheek werd uitgebreid. De sporthal De Ringvaarthal ging in vlammen op. Bij het zwembad werd een nieuwe sporthal gebouwd. Een tweede sporthal werd gerealiseerd op het bedrijventerreinn de Klein Vink. De christelijke middelbare school verhuisde naar een groter pand aan het Fresiaveld.

## Partnersteden
- Bückeburg (Duitsland)
- Kapsfarm (Namibië)
- Beerzel (België)

## Verkeer en vervoer
Nieuwerkerk aan den IJssel heeft een treinstation, op het traject Gouda - Rotterdam. Er zijn ook bushaltes, van Gouda - Rotterdam Alexander (lijn 190) en Den Haag - Rotterdam Capelsebrug (lijn 383). De plaats ligt ten zuidoosten van de snelweg A20, waarmee ze door een afrit verbonden is. De plaats heeft als belangrijke ontsluitingsweg de N219 en is met diverse busverbindingen verbonden met naburige steden zoals Capelle aan den IJssel, Rotterdam en Gouda.

## Voormalige gemeente
Tot 1 januari 2010 was Nieuwerkerk aan den IJssel een zelfstandige gemeente in de provincie Zuid-Holland. De oppervlakte bedroeg 18,47 km².

### Burgemeesters
- Lijst van burgemeesters van Nieuwerkerk aan den IJssel

### Indeling
- Wijken en buurten in Nieuwerkerk aan den IJssel

## Geboren in Nieuwerkerk aan den IJssel
- Arie Slob (1961), politicus (CU)
- Angela Visser (1966), Miss Holland 1988, Miss Universe 1989 en actrice
- Eline de Ruig (1993), verslaggeefster
- Davina Michelle (1995), zangeres en Youtuber
- Rick Ketting (1996), voetballer
- Rhodé Kok (2004), zangeres en Youtuber